# Anıl İlter
Gaddar 2024
Anıl İlter (İzmit, 3 de abril de 1981) es un actor y presentador turco.
Anıl İlter se graduó en la Academia de Deportes de la Universidad de Kocaeli. Jugó al fútbol profesional durante un tiempo. En los años siguientes, se dedicó a la presentación y la actuación.
İlter actuó anteriormente en un comercial. Recibió formación actoral en el centro de actuación Kuşdili. MedYapım recibió la primera oferta de actuación profesional para la serie Ece. En 2010, fue incluido en la serie de televisión "So One Passing Time" con el personaje de Sedat. Desempeñó este papel hasta 2012. Tomó un papel en la serie de Cairo Palas, Poplar Yelleri, Night and Day, Immortal Heroes. En 2014 interpretó al personaje de Mahir Türkmen en la serie de televisión Üç Friends. Tomó un papel en la serie Red Apple en 2014 y más recientemente interpretó el papel de Ali en la serie Black Bread en 2015.
Actuó en las películas A Handful of Sea en 2010 y Köstebekgiller: Perili Orman en 2015.
Además de programas de televisión como Alabora, Ekmek Arası, FotoModo, Overtime y Answer You, ha presentado programas especiales de muchas marcas famosas. Actualmente es productor en su propia productora, Absürt Yapım.
Se casó con İpek İlter en 2009 y tienen una hija llamada Nil de este matrimonio. İlter es un fan acérrimo del Beşiktaş.

## Filmografía
| Año         | Trabajo                      | Personaje    | Tipo        |
| ----------- | ---------------------------- | ------------ | ----------- |
| 2008        | Ece                          | Oğuz         | Serie de TV |
| 2008 - 2010 | Ölümsüz Kahramanlar          | Süleyman     | Serie de TV |
| 2008        | Gece Gündüz                  | Serdar       | Serie de TV |
| 2010-2012   | Öyle Bir Geçer Zaman ki      | Sedat        | Serie de TV |
| 2010        | Kavak Yelleri                |              | Serie de TV |
| 2010        | Bir Avuç Deniz               |              | Película    |
| 2013        | Kahireli Palas               | Murat        | Serie de TV |
| 2014        | Kızıl Elma                   | Sinan        | Serie de TV |
| 2014        | Üç Arkadaş                   | Mahir        | Serie de TV |
| 2015        | Köstebekgiller: Perili Orman |              | Película    |
| 2015        | Kara Ekmek                   | Ali          | Serie de TV |
| 2016        | Şahane Damat                 | Engin        | Serie de TV |
| 2016        | İlişki Durumu: Evli          | Erkut        | Serie de TV |
| 2017        | Türk Malı                    | Onur Güney   | Serie de TV |
| 2018        | İstanbullu Gelin             | Mert         | Serie de TV |
| 2020-2021   | Sen Çal Kapımı               | Engin Sezgin | Serie de TV |

| 2024 
| Gaddar